# Abraham Leseigneur
Pour les articles homonymes, voir Leseigneur.
Abraham Leseigneur est un homme politique français né le 9 novembre 1759 à Saint-Valery-en-Caux où il est mort le 24 mai 1835.

## Biographie
Négociant à Saint-Valery-en-Caux et président du tribunal de commerce, il est député de la Seine-Inférieure pendant les Cent-Jours en 1815, puis de 1819 à 1823, siégeant à gauche. Conseiller général, il est destitué en 1815 avec le retour des Bourbon.
Il est le père d'Adolphe Leseigneur, député sous la Monarchie de Juillet.

## Sources
- « Abraham Leseigneur », dans Adolphe Robert et Gaston Cougny, Dictionnaire des parlementaires français, Edgar Bourloton, 1889-1891 [détail de l’édition]